# エイセ・エイシンガ・プラネタリウム
- エイセ・エイシンガ・プラネタリウム
- エイセ・エイシンハ・プラネタリウム[1]

ロイヤル・エイセ・エイシンガ・プラネタリウム（蘭: Koninklijk Eise Eisinga Planetarium）は、オランダ・フリースラント州のフラーネカー市にある「プラネタリウム」である。18世紀に、同地の羊毛梳毛業者でアマチュア天文家であったエイセ・エイシンガが、自宅の居間に製作した。現在は、旧エイシンガ邸の建物全体が、博物展示施設となっており、ユネスコの世界遺産およびオランダの国家遺産にも登録されている。エイシンガ自身は、公教育は初等教育までしか受けていなかったが、独学で数学と天文学を学び、驚くほど高度な知識を身に付けた。エイセ・エイシンガ・プラネタリウムは、現在も作動する世界最大最古の機械式プラネタリウムである。

## 背景
エイシンガのプラネタリウムがあるフリースラントは、アマチュア天文家や天文機器製作者が多く輩出した土地であり、18世紀の早い段階でニュートンの物理学も導入され、ニュートン的な宇宙観が広まっていたが、それはあくまで知識階級の間でのことであり、大部分の市井の人々の天文学の知識は、時代遅れのものであった。
1774年春、珍しい天文現象が起こった。当時発見されていた惑星の内、土星を除く水星、金星、火星、木星の4惑星が、明け方の空の狭い範囲で会合したのである。そこへ、5月8日には月も加わり、5つの明るい天体が密集することになった。これは、物理学に従う天体の運動の結果自然に発生する現象だが、天文学の知識の乏しい人々にとっては不安を掻き立てるものであった。これに先立ち、ボアズムの牧師エールコ・アルタが小冊子を発行し、惑星会合が地球、そして太陽系全体に破滅的な影響をもたらす、と説いた。これによって、世界の終末が到来するという風説が流布し、社会は混乱状態に陥り、行政府が小冊子を押収したり、新聞にこの天文現象の無害さを布告する記事を出したりする事態にまでなった。
このような状況を憂慮し、惑星の正しい運動と、見かけ上の惑星会合の無害さを、誰もがみて理解できるような装置を作ろうと決意したのが、当時30歳のエイセ・エイシンガであった。

## 歴史

### 完成まで

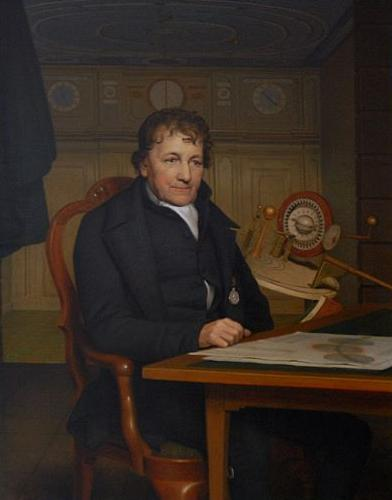
死の前年、1827年にウィレム・ファン・デル・コーイが描いたエイセ・エイシンガの肖像画。ホラティウスの詩の一節からとった「（彼は）星々の輝く天界に至った（Arces Attigit Igneas）」という題が付けられている。

エイセ・エイシンガは、1744年にドロンリプの羊毛梳毛業者の家に生まれ、1768年に結婚して独立し、フラーネカーに移り住んで羊毛梳毛業を営んだ。エイシンガは、公教育は初等教育しか受けていなかったが、数学と天文学に並々ならぬ関心を持っており、少年時代から、週に一度はフラーネカーに通ってユークリッド原論を学び、数学や天文学に関する本の執筆もしていた。また、レーワルデンの数学者・装置開発者ヴィツェ・フォプスに影響を受け、その金星太陽面通過の観測に立ち合い、装置作成や天体観測にも関心を深めていった。
1774年の惑星会合を経て、エイシンガが作ろうと決めた装置は、誰もがみて惑星の運動を直観的に理解できるように、機械で動く太陽系を縮尺した模型、即ちプラネタリウムであった。現代では、プラネタリウムといえば、半球型の天井に投影した星空を眺める、投影式プラネタリウムのことだが、元々は「惑星」を意味する"planet"と「場所」を意味する"arium"が合体した言葉であって、エイシンガの時代は機械式の惑星運行儀のことであった。その頃、プラネタリウムのほとんどは卓上型の装置であったが、エイシンガのプラネタリウムは自宅の居間の天井に大規模な装置を据え付ける、独創的なものであった。

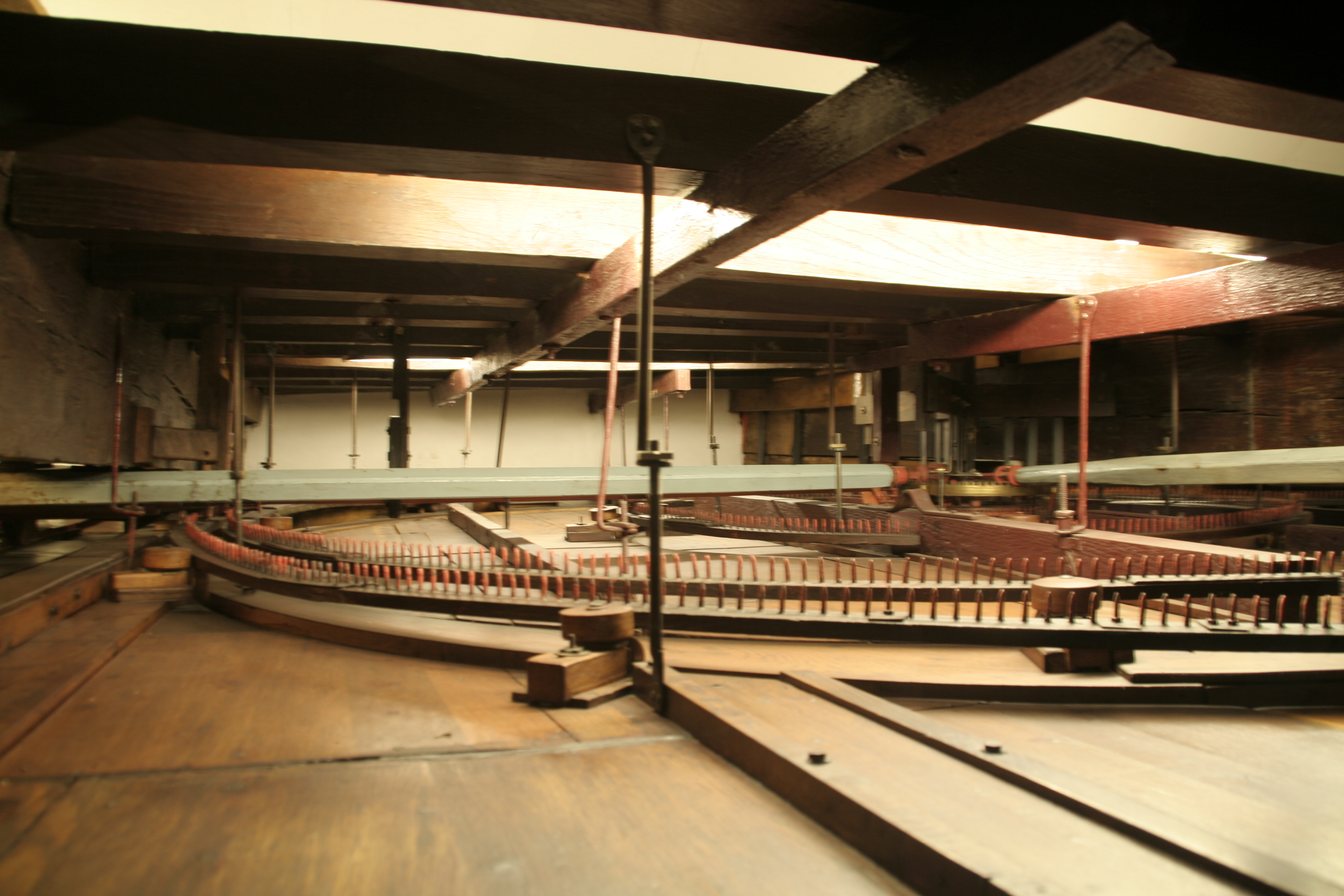
プラネタリウムの「天井裏」。

エイシンガは、1774年にプラネタリウムの製作を開始したが、本業に加えて、市の参事会員の仕事もしていたので、その作業は全て空き時間に行うこととなり、7年がかりの作業となった。プラネタリウムについての予備知識もほとんど持たないところから、計算と製図を始め、一部の部品の製作を父親に、時計仕掛けの心臓部となる真鍮製のぜんまいを時計職人に依頼した他は、全ての車輪・歯車、1万本に及ぶ歯車用の鉄釘などをエイシンガ自身の手で作成した。エイシンガは、居間の天井の下にもう一つの天井を設け、その見せかけの天井にプラネタリウムを作り、両者の間にある「天井裏」にプラネタリウムを作動させる時計仕掛けを組み込んだ。当初エイシンガは、最適な長さの振り子を動かすため、居間に隣接する作り付けの寝台の上に穴を開けて、そこを振り子が振れるように設計していたが、これは妻の猛反対にあい、振り子を短くして歯車なども設計し直す、といったこともあった。それでも、1778年には機械部分を作動させられるところまでこぎ着け、1780年2月には塗装など外観に関する部分以外が仕上がり、1781年5月に全ての作業を終え、プラネタリウムが完成した。
プラネタリウムの機械部分が完成した直後、フラーネカーにあった大学の哲学教授をしていた数学者ヤン・ヘンドリク・ファン・スウィンデンが、エイシンガが作っている装置の噂を聞きつけて見学に訪れた。プラネタリウムを詳しく調べたファン・スウィンデンは、1ヶ月後にも再び訪れ、エイシンガのプラネタリウムが如何に優れたものかを理解すると、このプラネタリウムの説明を知人達に書き送り、更に解説書まで書き上げて、その年の内、エイシンガがプラネタリウムの塗装を終える前に発表した。ファン・スウィンデンの本が世に出ると、エイシンガの家には来訪者が引きも切らなくなり、作業を邪魔されないためにエイシンガは、一部の友人、学者を除き来客を締め出さざるを得なくなった。しかし、プラネタリウムが完成すると一転、エイシンガはあらゆる人に門戸を開き、近隣の人々だけでなく、国中から旅をしてまで訪れる人々も現れた。
エイシンガは、プラネタリウムが完成しても、自身の計画が完結したとは考えておらず、その後も細かい改良を加えていった。また、1784年には自身の手による豊富な図解付きの説明書を執筆し、二人の息子に遺している。

### 完成後

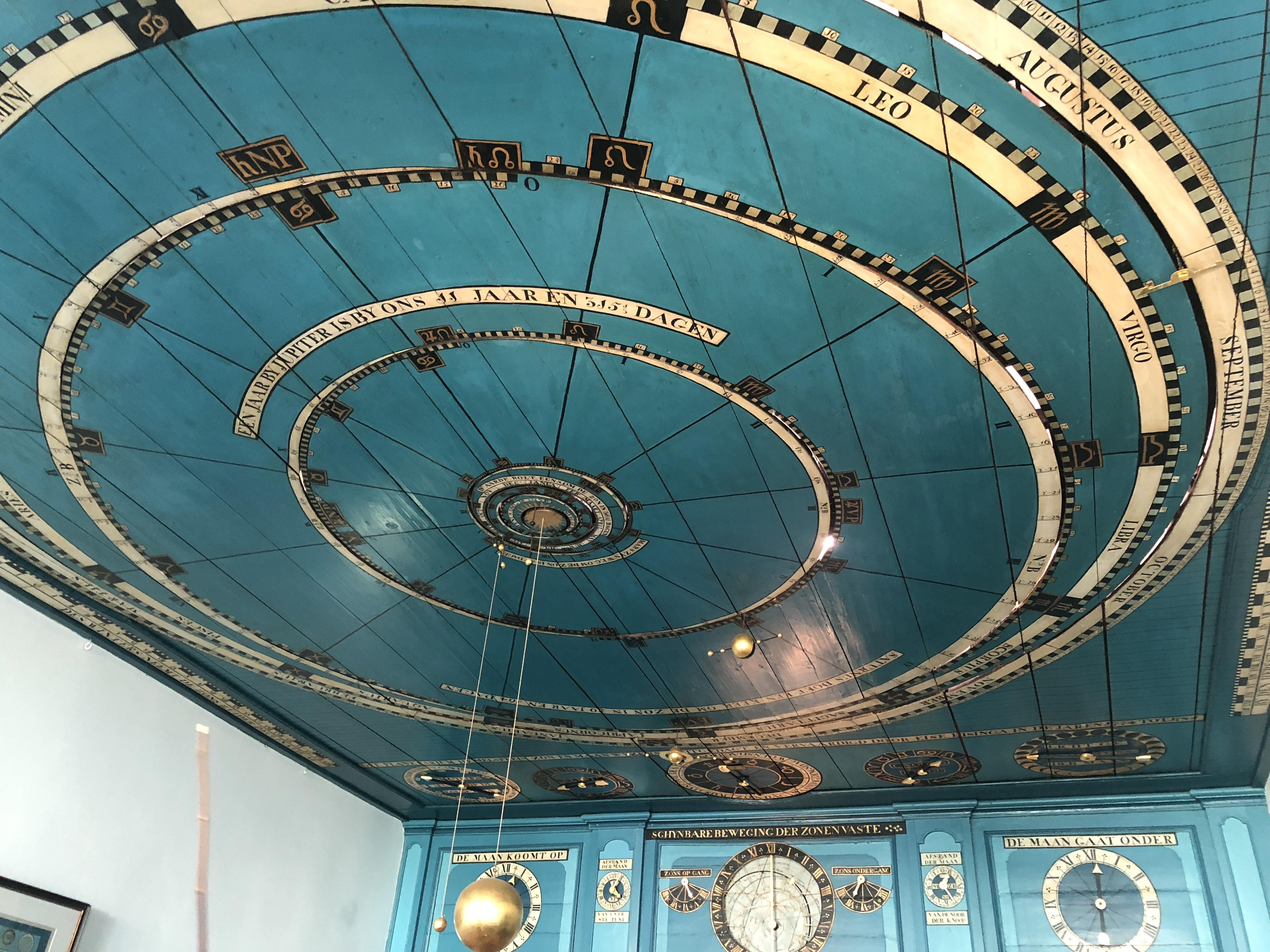
元々居間だった部屋の天井に設置された、エイシンガのプラネタリウム。

折悪しく、エイシンガのプラネタリウムが完成した時期は、ネーデルラント連邦共和国が第四次英蘭戦争に突入した頃で、それに続く内戦状態による情勢の悪化は1787年に頂点に達した。市参事会員であったエイシンガは、内戦に巻き込まれる形となり、妻子ともプラネタリウムとも別れて逃亡生活を送り、更には捕縛された上で収監、追放刑を負わされ、8年もの間フラーネカーに戻ることはできなくなった。そして、逃亡生活中に妻が亡くなり、エイシンガの家は貸家にされてしまったため、1795年にフラーネカーに戻れたときも、エイシンガは自宅には戻れず、家とプラネタリウムを取り戻したのはその翌年のことだった。エイシンガが自宅に戻っても、プラネタリウムは修理が必要な状態で、修理が済んで再び公開されたのは、その9年後のことだった。
エイシンガのプラネタリウムに訪れた人の中には、国家の要人や有名な科学者の姿もあった。例えば、ネーデルラント連合王国の初代国王ウィレム1世、その子で2代国王ウィレム2世、ゴリツィン公爵家の公子、ザクセン＝ゴータ公、医学者ペトルス・カンパー等が訪れたとされる。
エイシンガが高齢となってくると、プラネタリウムを訪れた人の中に、プラネタリウムの存続を懸念する人々が現れはじめた。エイシンガのプラネタリウムを世に広めるきっかけとなった解説書を執筆したファン・スウィンデンは、1824年にその改訂版を発表したが、そこに寄せられた序文の中でも、プラネタリウムが失われる可能性がほのめかされている。殊に、エイシンガの旧友でフリースラントの州知事を務めていたファン・ヒュマルダは、国王ウィレム1世にファン・スウィンデンの解説書を送るとともに、エイシンガのプラネタリウムを王国が保全することを提案した。これを受けて、ファン・ヒュマルダと王国政府の教育・文化・科学担当行政官の間で、条件に関する折衝が重ねられた結果、王国が1万ギルダーでプラネタリウムをエイシンガの家ごと買い上げ、更に、プラネタリウムの運用・保守を務めるために、エイシンガ及びその子孫に年間200ギルダーを給付し、且つ、プラネタリウム運用の責務を果たし続ける限り、その家に無償で居住することを許可する、という条件で、プラネタリウム所有権の王国への移転と将来にわたるプラネタリウム保全を実行することを、1825年にウィレム1世が決定した。プラネタリウムが国有化されると、フラーネカーの高等学院がそれを所管した。
1828年にエイセ・エイシンガが亡くなると、エイセの次男ヤコブス・エイシンガ（Jacobus Eisinga）がプラネタリウムの管理を引き継いだ。1859年には、プラネタリウムは王国からフラーネカー市へ移譲され、以降は市が管理運営の責任を持つこととなった。ヤコブスの後はその娘ショーケ（Sjoukje）が、ショーケの後は妹のイェルチェ（Jeltje）とその夫が、イェルチェの後はその娘ヒルチェ（Hiltje Fogteloo）が管理者を務め、1922年4月までエイシンガの子孫がこの家に暮らし、プラネタリウムの管理と見学者の案内の役割を全うした。
1967年2月21日、エイシンガのプラネタリウムと、エイシンガの自宅であった建物は、オランダの国家遺産に登録された。1990年、オランダ文化遺産庁が定めた国家遺産の上位100にエイシンガのプラネタリウムも入っており、フリースラント州でこのリストに入っているのは他に、フラーネカー市庁舎、Ir.D.F.ヴァウダヘマール（世界遺産）の2件だけである。プラネタリウムの225周年となる2006年、施設には「ロイヤル」の冠が授けられ、施設の拡張と模様替えが行われた。2011年8月には、エイシンガのプラネタリウムはユネスコ世界遺産の暫定リストに掲載されており、2023年に正式登録された。

### 映像
- 1944年のエイセ・エイシンガ・プラネタリウムに関するPolygoon社のニュース映画
- 1928年のエイセ・エイシンガに関するPolygoon社のニュース映画

## 施設

### プラネタリウムの要素・機能

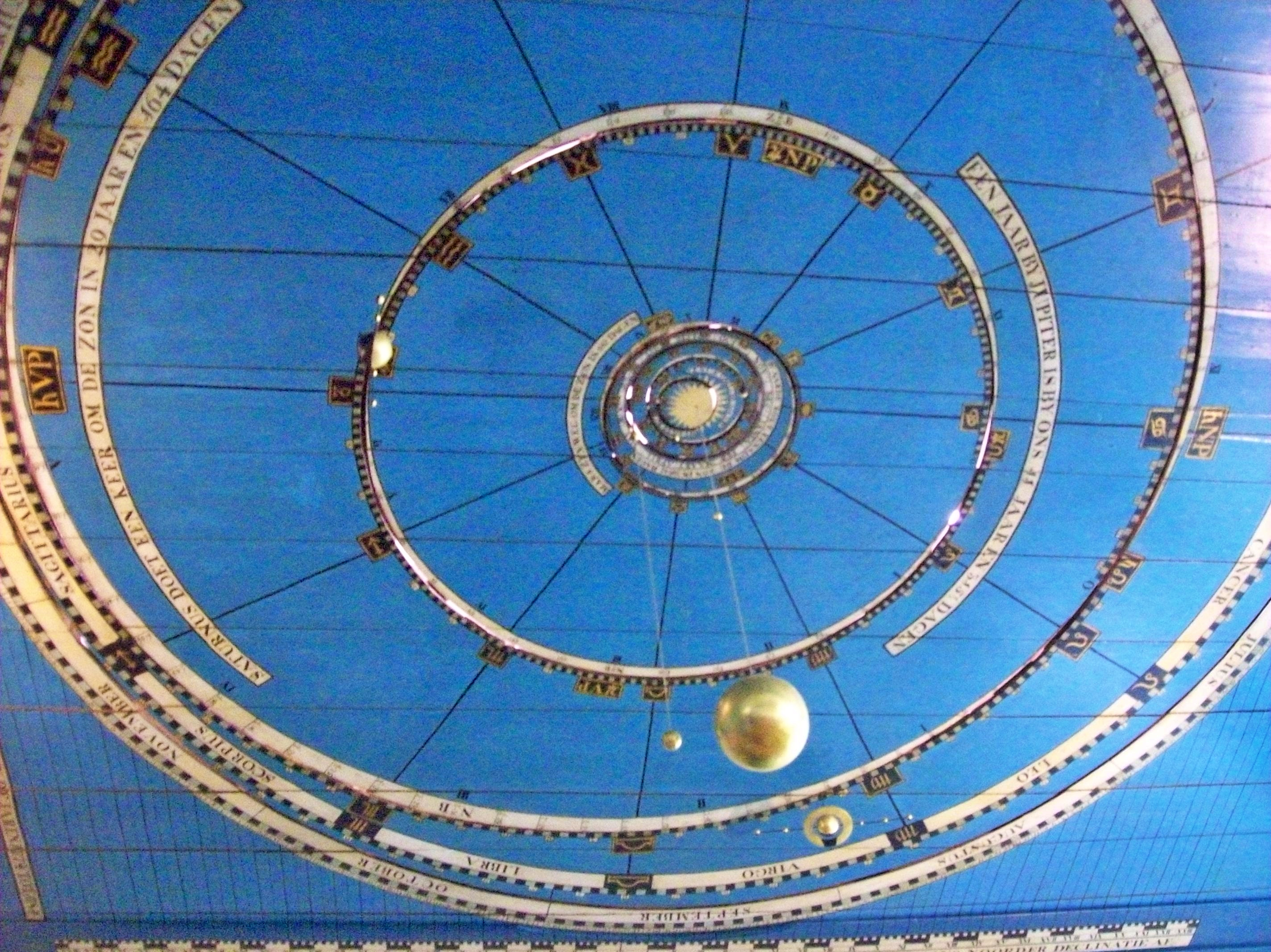
エイシンガのプラネタリウムの惑星軌道。

エイシンガのプラネタリウムは、コペルニクスの体系に基づくもので、最大の特徴は、それ以前のものはほぼ卓上型の装置であったプラネタリウム、或いは太陽系儀を、天井を見上げる形で作ったことと、その大きさであった。
エイシンガのプラネタリウムは、エイシンガ邸の居間の、本来の天井の下に見せかけの天井を、金属製の棹で繋げて取り付け、その見せかけの天井に円形の細い刻み目を7つ付けて、それを惑星の軌道とした。惑星の軌道は、縮尺が1兆分の1、つまりプラネタリウム上の1mmが実寸の100万kmとなるように設計されている。内側から6つの刻み目は、当時既知であった太陽系の惑星、つまり水星、金星、地球、火星、木星、土星の軌道に対応している。土星軌道の外にある7番目の刻み目は、黄道と暦を示す目盛りとなっており、天球上の太陽の位置と日付がわかるようになっている。なお、プラネタリウムが完成する直前に、ウィリアム・ハーシェルが天王星を発見していたが、プラネタリウムの機械部分は天王星発見よりだいぶ前に完成しており、そこに天王星を追加する余力はエイシンガにはなかったし、エイシンガ邸の居間にも天王星軌道を収める余地はなかった。
各惑星は、短い金属製の棹で吊り下げられた小さな球体で表現され、中央に絵で描かれた太陽の周りを、ほぼ実物と同じ周期で回転している。惑星を表す球体は、太陽側の半球が装飾され、反対側の半球は黒く塗られている。地球、木星、土星には衛星も示されており、木星にはガリレオ衛星の4つ、土星には環を示す円盤とテティス、ディオネ、レア、タイタン、イアペトゥスの5つの衛星が付属している。木星と土星の衛星は、小さな球体が針金で固定されているだけだが、月は地球の周りを回る仕掛けが施されている。実際の惑星の軌道は円ではなく楕円であり、各惑星が固有の軌道傾斜角を持つ、つまり全ての惑星が一つの平面上にあるわけではないので、エイシンガは軌道の近日点と遠日点に印を付け、軌道の円周に沿って太さの変わる白い円を描き、それによって軌道傾斜角を表現した。また、太陽の絵と地球を表す球からは、端に球体が結ばれた紐が垂れ下がり、2本の紐を使って地球から各惑星がみえる方向を求めることもできる。
エイシンガのプラネタリウムには、惑星軌道模型だけでなく、天井と壁にいくつもの文字盤が設置され、年、曜日、日の出・日の入り・月の出・月の入りの時刻、月齢、月の昇交点・近点の歳差運動がわかるようになっている。

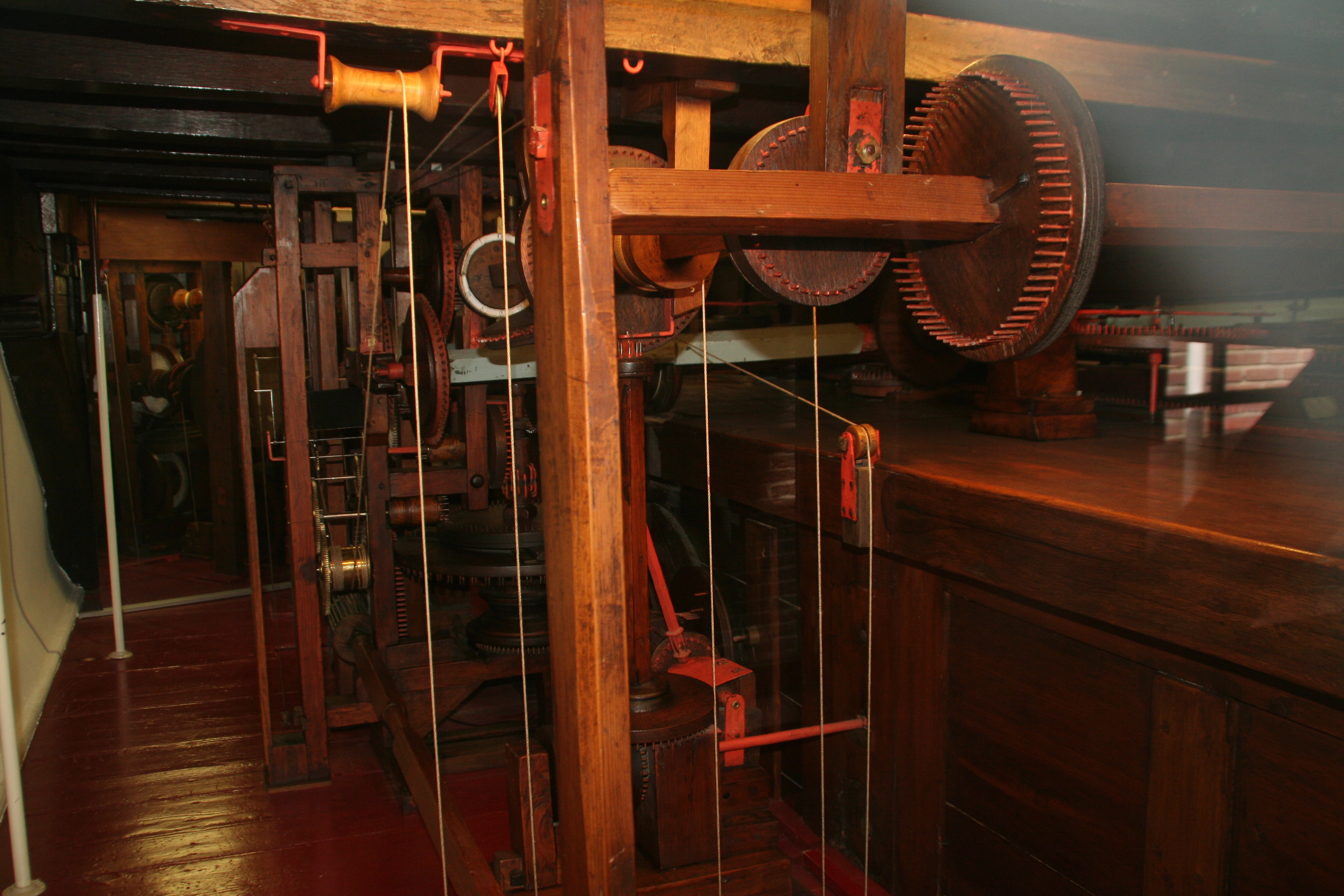
1万本の手製の鉄釘を嵌めた大小100以上の木製車輪・歯車が、プラネタリウムを駆動する。縦に伸びる紐の先には、重錘がぶら下がっている。

プラネタリウムを作動させるのは、見せかけの天井の「天井裏」に構築された時計仕掛けで、百枚を超える車輪・歯車、1万本に上る歯車用の鉄釘など、殆どの部品をエイシンガが自らの手で製作した。時計仕掛けの核心は、重錘の動力で駆動する振り子で、このたった一つの振り子によって、惑星の運行と暦の表示の全てを制御している。他に、歯車の回転に使われる8つの重錘が備わっている。エイシンガのプラネタリウムは、実時間でのみ駆動し、加減速はできない。そのため、各部が実際に動いていることを視認することは難しい。エイシンガのプラネタリウムは、完成から244年にわたって、やむを得ず中断した間を除いて作動し続けており、その間主要な機構は置き換えられておらず、現役で作動する世界最古の機械式プラネタリウムとなっている。
エイシンガのプラネタリウムはたいへん精巧で、18世紀の当時としてはとても正確に太陽系を再現している。プラネタリウムの主な設定と、実際の太陽系における天体の軌道要素を比較したものが、下表である。エイシンガは、息子達に遺したプラネタリウムの説明書の中で、プラネタリウムの設定とエイシンガが求めた各要素の詳細な数値との差についても記している。説明書の中では、各天体、各文字盤を調整する頻度についても記されていて、閏年の2月29日がないため4年に1度調整が必要な日付の表示が最も高頻度で、惑星の中で最も頻度が高い金星では、歯車の歯1つ分誤差が蓄積するまで7年半以上、文字盤の指針では半永久的に調整不要のものもある。また、エイシンガのプラネタリウムでは、日食・月食の発生を読み取ることができるようになっており、完成から今日まで実際に起きた日食・月食を再現できなかったことはない。
| 天体        | 直径            | 直径                         | 公転周期                | 公転周期                | 公転周期        |
| 天体        | エイシンガ (mm) | 実際の軌道長半径×2 (×1012mm) | エイシンガ（設定） (日) | エイシンガ（計算） (日) | 実際の周期 (日) |
| ----------- | --------------- | ---------------------------- | ----------------------- | ----------------------- | --------------- |
| 水星        | 139.7           | 115.82                       | 88                      | 87.96835                | 87.969          |
| 金星        | 234.95          | 216.42                       | 225                     | 224.69551               | 224.701         |
| 地球        | 330.2           | 299.20                       | 365                     | 365.24219               | 365.256         |
| 月 （公転） | ―               | ―                            | 27.3215748              | ―                       | 27.3217         |
| 月 （朔望） | ―               | ―                            | 29.53002                | 29.53059                | 29.53           |
| 火星        | 456.2           | 455.84                       | 686.93                  | 687.192                 | 686.980         |
| 木星        | 1,562.1         | 1,557.14                     | 4,335                   | 4,330.373611            | 4,332.589       |
| 土星        | 2,908.3         | 2867.06                      | 10,760                  | 10749.6347222           | 10,759.22       |

エイシンガには、数学・天文学の才だけでなく絵心もあり、エイシンガのプラネタリウムは意匠も凝っていて、みる者の理解をたすける。そのため、科学的に優れた装置であるだけではなく、芸術作品ともいえるものになっていて、プラネタリウムの解説書を執筆したファン・スウィンデンもそのように述べている。

#### ギャラリー

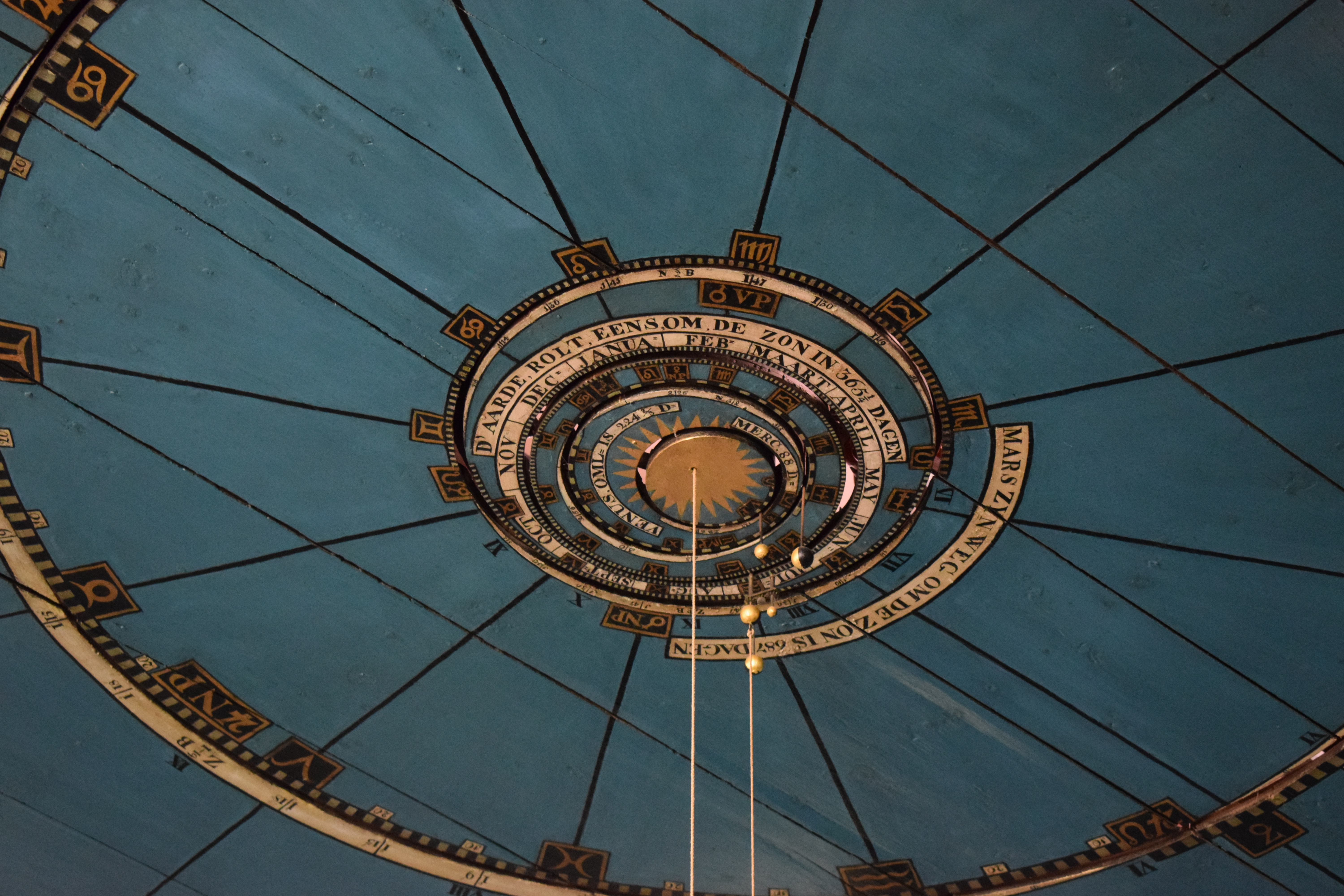
太陽と内惑星。
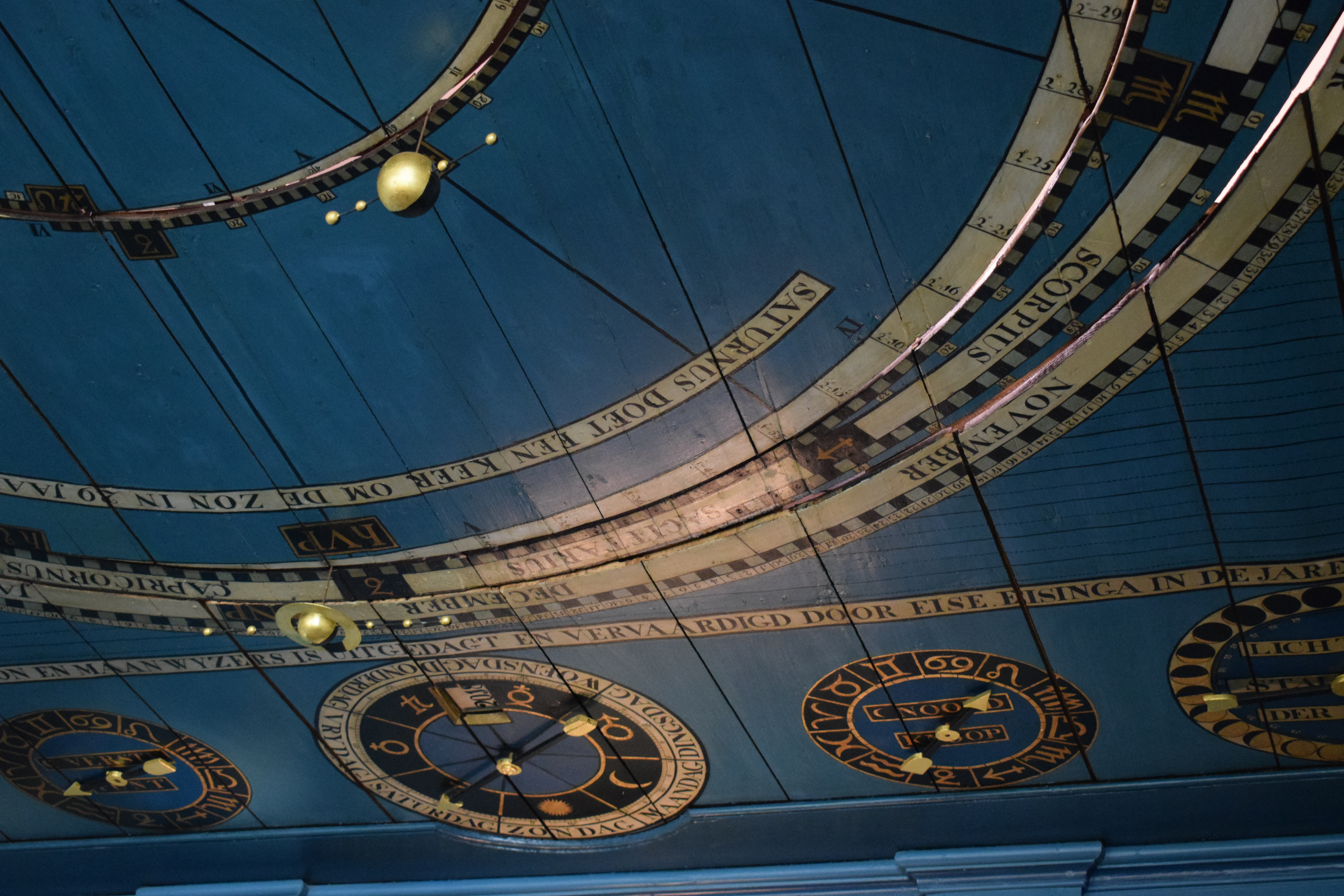
木星と土星には衛星が付属している。
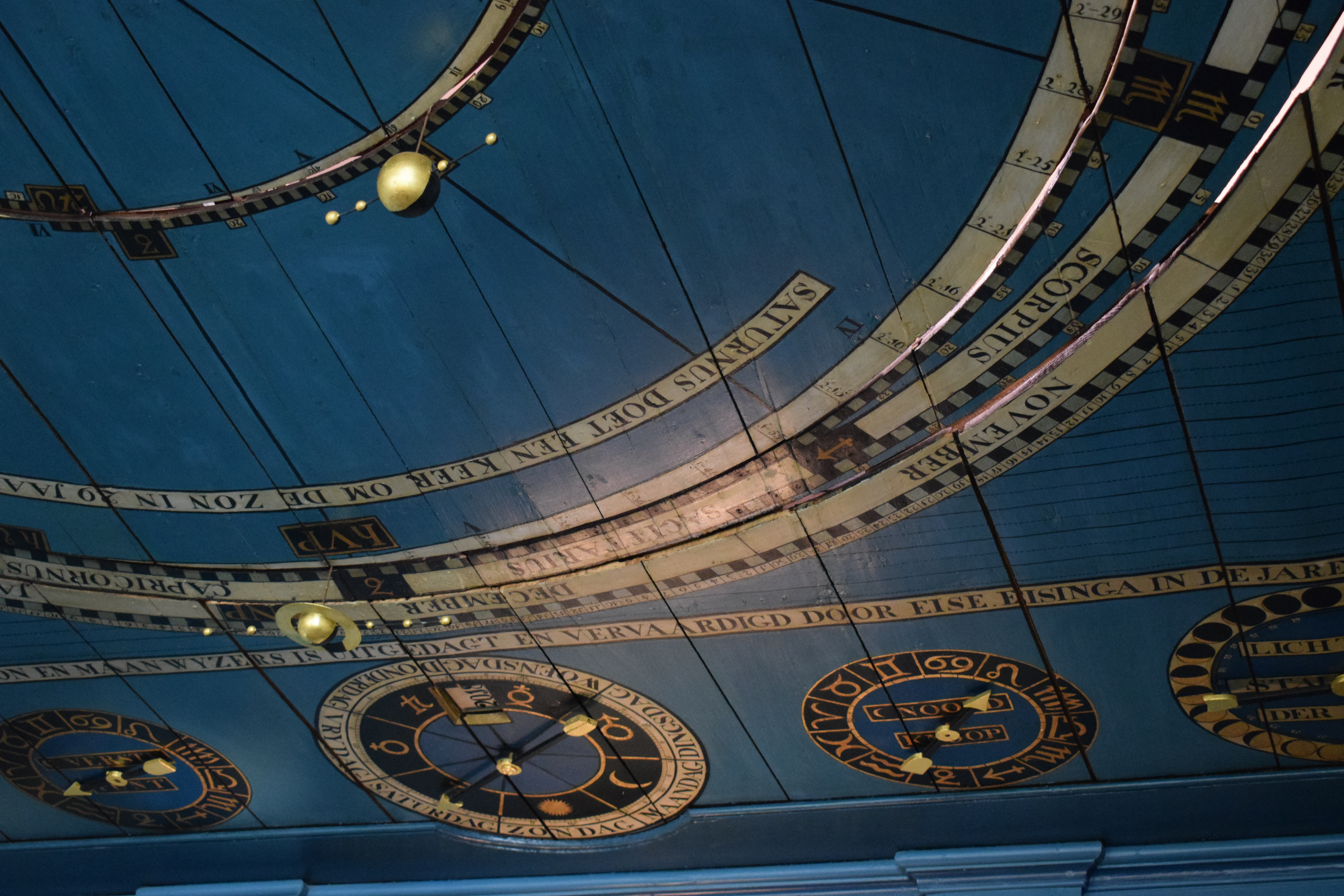
土星には環も付属している。
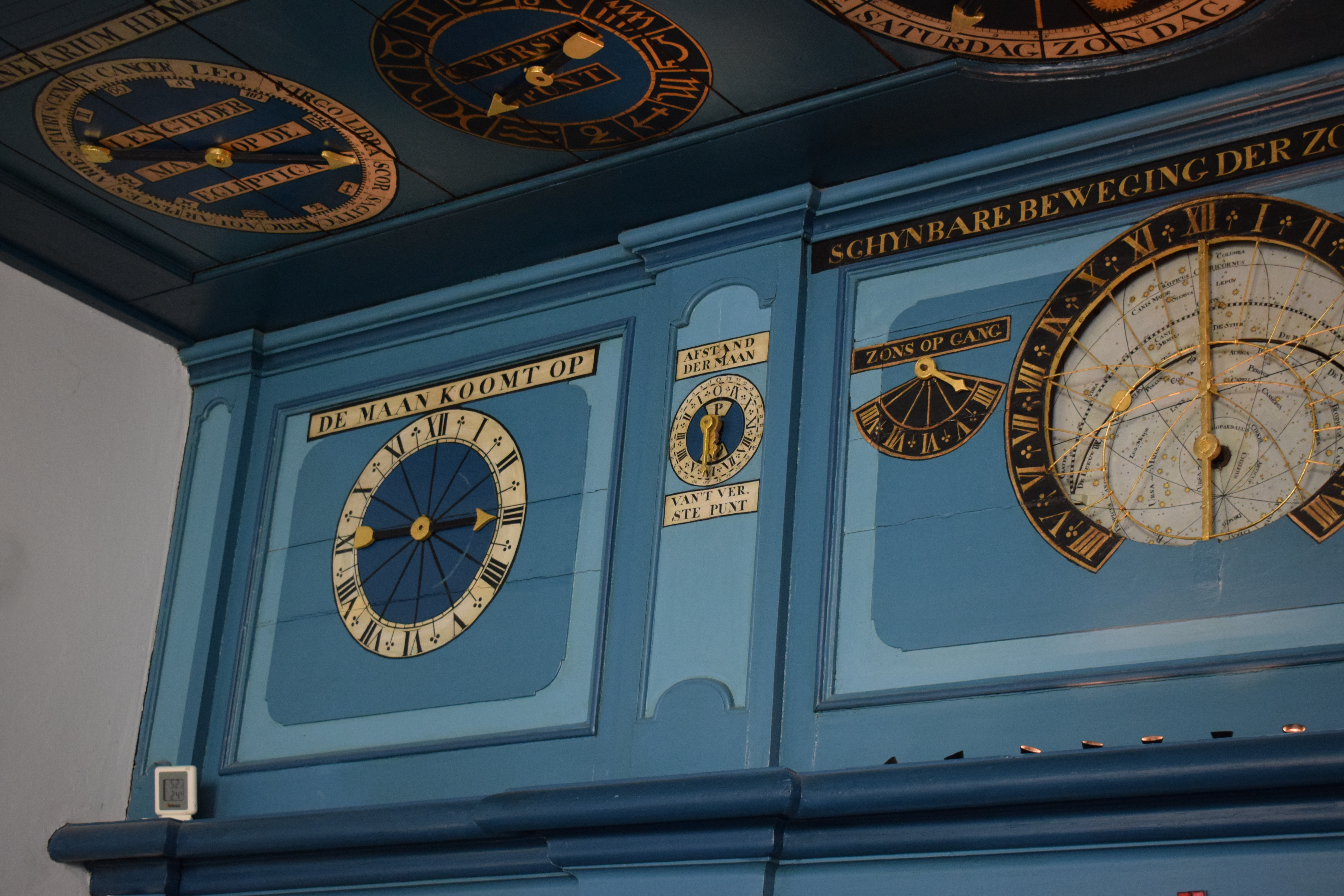
天井と壁にある文字盤が種々の天文暦を示す。
- エイセ・エイシンガ・プラネタリウムを駆動する時計仕掛け（動画）。

### その他
博物展示施設としてのエイセ・エイシンガ・プラネタリウムには、主役となるプラネタリウムの他にも展示がある。歴史的な天文機器や、エイシンガの著作、更にはエイシンガが設計し1818年に作られた卓上型の手動プラネタリウムなどが観覧できるようになっている。企画展として、現代天文学にまつわる展示も行われている。
現在、施設は旧エイシンガ邸だけではなく、隣の歴史的な建物を借りてブラスリーを設置し、更にその隣の建物を施設の受付窓口として利用している。

## 世界遺産
歴史節でも触れたように、2023年にユネスコの世界遺産リストに登録された。

### 登録基準
この世界遺産は世界遺産登録基準のうち、以下の条件を満たし、登録された（以下の基準は世界遺産センター公表の登録基準からの翻訳、引用である）。
- (4) 人類の歴史上重要な時代を例証する建築様式、建築物群、技術の集積または景観の優れた例。